# (4177) Kohman
(4177) Kohman – planetoida z pasa głównego asteroid okrążająca Słońce w ciągu 6 lat i 8 dni w średniej odległości 3,31 j.a. Została odkryta 21 września 1987 roku. Przed nadaniem nazwy planetoida nosiła oznaczenie tymczasowe (4177) 1987 SS1.